# Ejército de Tierra de Serbia
Las Fuerzas Terrestres del Ejército de Serbia (en serbio: Kopnena Vojska - KOV, cirílico: Копнена Војска - КоВ) es la mayor y más antigua de las ramas del ejército de Serbia, y forma, junto con la Fuerza Aérea Serbia y los Comandos de Formación, las Fuerzas Armadas de Serbia. Su organización, estructura, armamento y equipo están diseñados para realizar sus misiones y tareas asignadas, principalmente sobre el terreno.

## Misiones
El ejército de tierra es el principal responsable de: 
- Disuadir a las amenazas armadas.
- Defensa del territorio serbio.
- Crear las condiciones para la movilización y el desarrollo del Ejército y otros organismos, y la organización del sistema de defensa,
- Participación en operaciones de mantenimiento de la paz internacional y cooperación militar.
- Prestar apoyo a las autoridades civiles en la lucha contra los desafíos no militares, los riesgos y las amenazas a la seguridad.

## Características

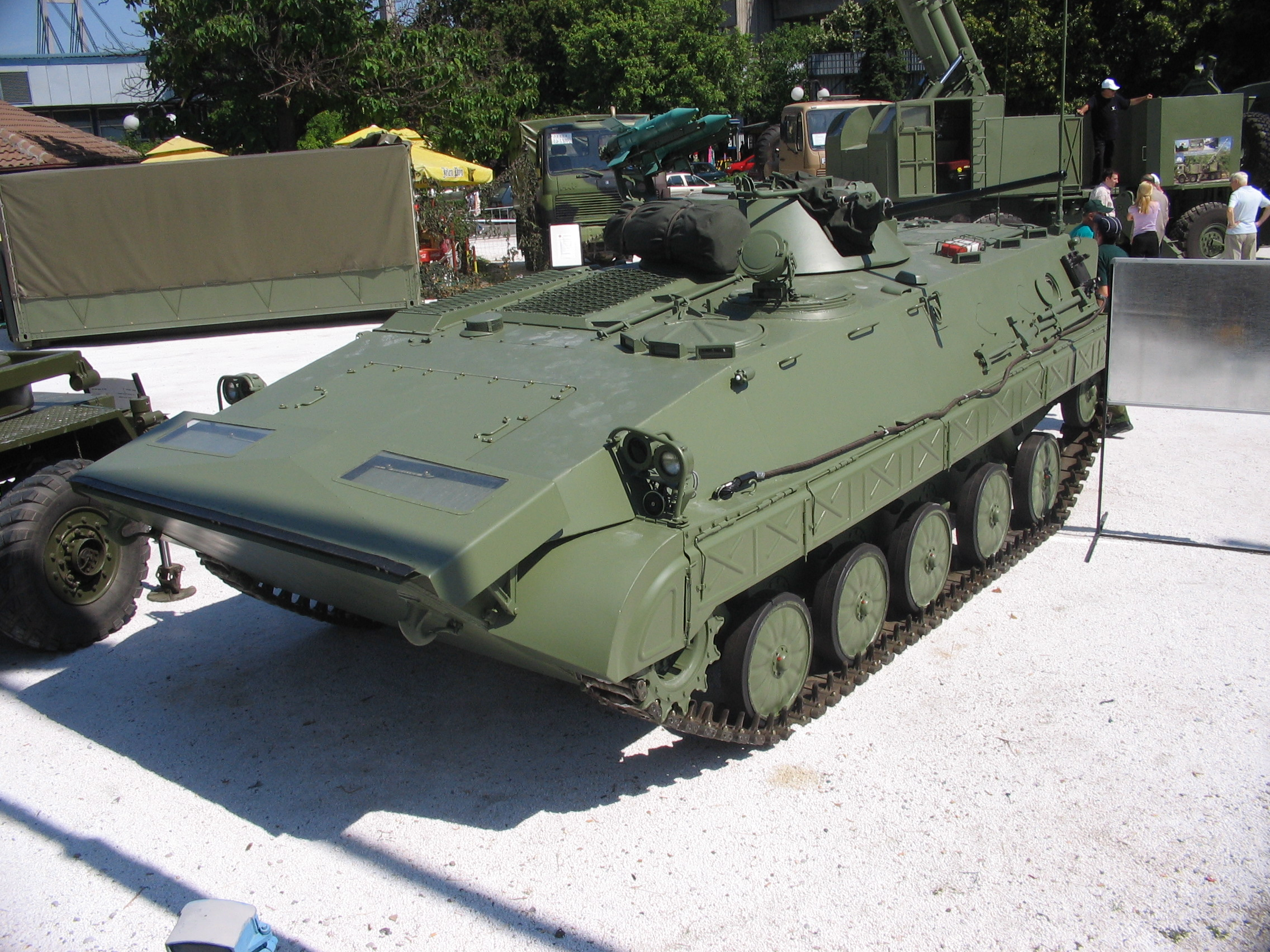
Un BVP M-80 de las Fuerzas Terrestres Serbias.

El Ejército de Tierra de Serbia es la mayor y más antigua rama de sus fuerzas armadas. Su organización, estructura, armamento y equipos se adaptan a las actividades realizadas fundamentalmente en el terreno en sus misiones y tareas asignadas. Su organización se basa en el sistema Brigada/Batallón. Las fuerzas terrestres están compuestas por cuatro brigadas de tierra, una brigada combinada de armas de artillería y una brigada especial que está bajo el mando del general jefe de personal del ejército serbio. También hay dos batallones de policía militar, un batallón NBQ, un batallón de referencia y la flotilla fluvial. Las brigadas de las fuerzas de tierra son las principales unidades de las fuerzas terrestres y su deber es defender las regiones del país. La organización de estas brigadas es muy similar, cada uno de ellas está compuesta por un batallón de comandos, dos batallones de infantería, un batallón de carros de combate M-84 (una variante yugoslava del T-72 soviético), dos batallones mecanizados, un batallón de artillería autopropulsada, dotado de cañones M-87 100 mm, M-63 MRL Plamen, M-77 MRL Oganj, M-87 MRL Orkan y M-94 MRL Plamen-S; uno de artillería de cohetes de propulsión, un batallón de defensa antiaérea, que incluye piezas BOV-3, BOV-30 y M53 Praga; uno de ingenieros y un batallón logístico.

## Organización
| Comando de Fuerzas Terrestres                                                                                         |
| --- |
| Cuartel General: Niš                                                                                                  |
| - 3.er Batallón de Policía Militar - 5.º Batallón de Policía Militar - 246.º Batallón NBQ - 21.er Batallón de Señales |

| 1.ª Brigada de Fuerzas de Tierra | 2.ª Brigada de Fuerzas de Tierra | 3.ª Brigada de Fuerzas de Tierra | 4.ª Brigada de Fuerzas de Tierra |
| --- | --- | --- | --- |
| Cuartel General: Novi Sad | Cuartel General: Kraljevo | Cuartel General: Niš | Cuartel General: Vranje |
| - 10.º Batallón de Comandos - 11.º Batallón de Infantería - 12.º Batallón de Artillería Autopropulsada - 13.er Batallón de Artillería Lanzacohetes Autopropulsada - 14.º Batallón de Artillería Antiaérea - 15.º Batallón de Tanques - 16.º Batallón Mecanizado - 17.º Batallón Mecanizado - 18.º Batallón de Ingenieros - 19.º Batallón de Logística | - 20.º Batallón de Comandos - 21.er Batallón de Infantería - 22.º Batallón de Infantería - 23.er Batallón de Artillería Autopropulsada - 24.º Batallón de Artillería Lanzacohetes Autopropulsada - 25.º Batallón de Artillería Antiaérea - 26.º Batallón de Tanques - 27.º Batallón Mecanizado - 28.º Batallón Mecanizado - 29.º Batallón de Logística - 210.º Batallón de Ingenieros | - 30.º Batallón de Comandos - 31.er Batallón de Infantería - 32.º Batallón de Infantería - 33.er Batallón de Artillería de Obuses Autopropulsada - 34.º Batallón Lanzamisiles Múltiples - 35.º Batallón de Artillería Antiaérea - 36.º Batallón de Tanques - 37.º Batallón Mecanizado - 38.º Batallón Mecanizado - 39.º Batallón de Logística - 310.º Batallón de Ingenieros | - 40.º Batallón de Comandos - 41.er Batallón de Infantería - 42.º Batallón de Infantería - 43.er Batallón de Artillería de Obuses Autopropulsada - 44.º Batallón Lanzamisiles Múltiples - 45.º Batallón de Artillería de Cohetes Antiaéreos - 46.º Batallón de Tanques - 47.º Batallón Mecanizado - 48.º Batallón Mecanizado - 49.º Batallón de Logística - 410.º Batallón de Ingenieros |

| Brigada de Armas Combinadas de Artillería | Flotilla Fluvial          | Brigada Especial |
| --- | ------------------------- | --- |
| Cuartel General: Aleksinac | Cuartel General: Novi Sad | Cuartel General: Pančevo |
| - División de Comandos - Batallón de Armas Combinadas de Artillería Lanzacohetes - 1.er Batallón de Artillería de Obuses - 2.º Batallón de Artillería de Obuses - 3.er Batallón de Artillería de Obuses - Batallón Logístico | - 93.er Centro de Ríos    | - Batallón de Comandos - Batallón Antiterrorista - 63.er Batallón Paracaidista - 72.º Batallón de Comandos de Reconocimiento - Compañía Logística |

## Equipamientos

### Vehículos blindados
| Modelo       | Tipo                                      | Procedencia     | Versión     | Cantidad | Notas                                                    | Foto |
| ------------ | ----------------------------------------- | --------------- | ----------- | -------- | -------------------------------------------------------- | ---- |
| M-84         | Carro de combate                          | Yugoslavia      | M-84/M-84AI | 199/5    | Versión de recuperador M-84AI.                           |      |
| T-72         | Carro de combate                          | Unión Soviética |             | 13       |                                                          |      |
| BVP M-80     | Vehículo de combate de infantería         | Yugoslavia      |             | 323      |                                                          |      |
| BOV          | Transporte blindado de personal           | Yugoslavia      | BOV/BOV-1   | 48       | Versión antitanque BOV-1 armada con misil 9K11 Malyutka. |      |
| BRDM-2       | Vehículo blindado de exploración          | Unión Soviética |             | 36       |                                                          |      |
| Humvee       | Vehículo utilitario ligero                | Estados Unidos  | M1151       | 40       |                                                          |      |
| MT-LB        | Vehículo de combate de infantería anfibio | Unión Soviética |             | 32       |                                                          |      |
| PTS          | Vehículo de transporte anfibio            | Unión Soviética |             |          |                                                          |      |
| JVBT-55A     | Vehículo de ingenieros                    | Unión Soviética |             | 8        |                                                          |      |
| VIU-55 Munja | Vehículo de ingenieros                    | Serbia          |             |          |                                                          |      |
| WZT          | Vehículo de ingenieros                    | Polonia         | WZT-2       | 16       |                                                          |      |
| MT-55        | Vehículo lanzapuentes blindado            | Unión Soviética | MT-55A      | 24       |                                                          |      |
| PM M71       | Sistema de puente de barcas móvil         | Yugoslavia      |             |          |                                                          |      |

### Artillería
| Modelo       | Tipo                  | Calibre    | Procedencia     | Versión       | Cantidad | Notas | Foto |
| ------------ | --------------------- | ---------- | --------------- | ------------- | -------- | ----- | ---- |
| Sora 122 mm  | Cañón autopropulsado  | 122 mm     | Serbia          |               |          |       |      |
| 2S1 Gvozdika | Cañón autopropulsado  | 122 mm     | Unión Soviética | 2S1 Carnation | 72       |       |      |
| M-77 Oganj   | Lanzacohetes múltiple | 128 mm     | Serbia          |               | 60       |       |      |
| M-63 Plamen  | Lanzacohetes múltiple | 128 mm     | Yugoslavia      | M-94 Plamen S | 18       |       |      |
| LRSVM Morava | Lanzacohetes múltiple | 122/128 mm | Serbia          |               | 6        |       |      |
| M-87 Orkan   | Lanzacohetes múltiple |            | Yugoslavia      | M-96 Orkan II | 4        |       |      |

### Artillería remolcada
| Modelo      | Tipo           | Calibre          | Procedencia     | Versión          | Cantidad | Notas | Foto |
| ----------- | -------------- | ---------------- | --------------- | ---------------- | -------- | ----- | ---- |
| M84 NORA    | Obús remolcado | 152,4/130/122 mm | Unión Soviética | M84 NORA/M84/M46 | 66/36/18 |       |      |
| 2A18 (D-30) | Obús           | 122 mm           | Unión Soviética |                  | 72       |       |      |
| M-69        | Mortero        | 82 mm            | ?               |                  | 106      |       |      |
| M-74/75     | Mortero        | 20 mm            | ?               |                  | 57       |       |      |

### Artillería antiaérea
| Modelo         | Tipo                              | Calibre | Procedencia     | Versión | Cantidad | Notas                         | Foto |
| -------------- | --------------------------------- | ------- | --------------- | ------- | -------- | ----------------------------- | ---- |
| Bofors 40 mm   | Cañón automático                  | 40 mm   | Suecia          | L/70    | 36       | Guiado con radar Giraffe M85. |      |
| 9K31 Strela    | Sistema antiaéreo                 |         | Unión Soviética |         | 12       |                               |      |
| 9K35 Strela-10 | Sistema antiaéreo                 |         | Unión Soviética |         | 10       |                               |      |
| 2K12 Kub       | Sistema antiaéreo                 |         | Unión Soviética |         | 77       |                               |      |
| 9K38 Igla      | Sistema de defensa aérea portátil |         | Unión Soviética |         | 54       |                               |      |

### Armas antitanque
| Modelo        | Tipo                          | Calibre | Procedencia     | Versión | Cantidad | Notas | Foto |
| ------------- | ----------------------------- | ------- | --------------- | ------- | -------- | ----- | ---- |
| 9K11 Malyutka | Misil antitanque              |         | Unión Soviética |         | 99       |       |      |
| 9K111 Fagot   | Misil antitanque              |         | Unión Soviética |         | 69       |       |      |
| M-79          | Cañón                         |         | ?               |         |          |       |      |
| M79 Osa       | Granada propulsada por cohete | 90 mm   | Yugoslavia      |         |          |       |      |
| M80 Zolja     | Granada propulsada por cohete | 64 mm   | Yugoslavia      |         |          |       |      |

### Armas portátiles
| Modelo               | Tipo                               | Calibre      | Procedencia     | Versión | Notas | Foto |
| -------------------- | ---------------------------------- | ------------ | --------------- | ------- | ----- | ---- |
| Zastava CZ 99        | Pistola                            | 9 mm         | Serbia          |         |       |      |
| Zastava M21          | Fusil de asalto                    | 5,56 mm      | Serbia          |         |       |      |
| Zastava M70          | Fusil de asalto                    | 7,62 mm      | Serbia          |         |       |      |
| FN SCAR              | Fusil de asalto                    | 5,56/7,62 mm | Estados Unidos  |         |       |      |
| Steyr AUG            | Fusil de asalto                    | 5,56 mm      | Austria         |         |       |      |
| AK-101               | Fusil de asalto                    | 7,62 mm      | Rusia           |         |       |      |
| Heckler & Koch HK416 | Fusil de asalto                    | 5,56 mm      | Alemania        |         |       |      |
| Heckler & Koch G36   | Fusil de asalto                    | 5,56 mm      | Alemania        |         |       |      |
| Zastava M72          | Ametralladora ligera               | 7,62 mm      | Yugoslavia      |         |       |      |
| Zastava M84          | Ametralladora de propósito general | 7,62 mm      | Yugoslavia      |         |       |      |
| FN Minimi            | Ametralladora ligera               | 5,56 mm      | Estados Unidos  |         |       |      |
| Zastava M76          | Fusil de francotirador             | 7,92 mm      | Yugoslavia      |         |       |      |
| Zastava M91          | Fusil de francotirador             | 7,62 mm      | Yugoslavia      |         |       |      |
| Sako TRG             | Fusil de francotirador             | 7,62 mm      | Finlandia       |         |       |      |
| Zastava M93          | Fusil antimaterial                 | 12,7 mm      | Serbia          |         |       |      |
| Barrett M95          | Fusil antimaterial                 | 12,7 mm      | Estados Unidos  |         |       |      |
| AGS-17               | Lanzagranadas automático           | 30 mm        | Unión Soviética |         |       |      |

### Vehículos ligeros
| Modelo                   | Tipo                          | Procedencia | Versión | Cantidad | Notas | Foto |
| ------------------------ | ----------------------------- | ----------- | ------- | -------- | ----- | ---- |
| Mercedes Benz Clase G    | Vehículo utilitario deportivo | Alemania    |         |          |       |      |
| Land Rover Defender      | Vehículo utilitario deportivo | Reino Unido |         | 70       |       |      |
| Pinzgauer                | Vehículo todoterreno          | Austria     |         |          |       |      |
| TAM 150 T11              | Camión militar                | Eslovenia   |         |          |       |      |
| TAM 260 T6               | Camión militar                | Eslovenia   |         |          |       |      |
| TAM 4500/5000            | Camión militar                | Eslovenia   |         |          |       |      |
| FAP 13/18/1118/2026/2226 | Camión militar                | Serbia      |         |          |       |      |
| MAZ-537                  | Camión militar                | Bielorrusia |         |          |       |      |

### Embarcaciones
| Modelo / Clase | Tipo                    | Procedencia | Unidades                                                         | Notas | Foto |
| -------------- | ----------------------- | ----------- | ---------------------------------------------------------------- | ----- | ---- |
|                | Buque de mando          | Austria     | RPB-30 Kozara                                                    |       |      |
|                | Buque de apoyo          | Yugoslavia  | RSRB-36 Šabac                                                    |       |      |
| Clase Neštin   | Cazaminas               | Yugoslavia  | RML-332 Motajica RML-335 Vučedol RML-336 Đerdap RML-341 Novi Sad |       |      |
| Clase 441      | Buque de asalto anfibio | Yugoslavia  | DJČ-411 DJČ-412 DJČ-413 DJČ-414                                  |       |      |
|                | Buque patrullero        | Yugoslavia  | ČMP-22 ČMP-23 ČMP-24 RPČ-111 RPČ-213 RPČ-214 RPČ-216             |       |      |